# Trichrysis lusca
Trichrysis lusca (лат.) — вид ос-блестянок рода Trichrysis из подсемейства Chrysidinae.

## Распространение
Китай (Хубэй, Хунань, Тайвань, Фуцзянь, Гуандун, Макао, Хайнань, Гуйчжоу, Юньнань); Австралия, Япония, Корея, Мьянма, Филиппины, Таиланд; Бангладеш, Камбоджа, Индонезия, Малайзия, Шри-Ланка, Вьетнам. Афротропика: Мадагаскар, Маврикий и Реюньон, Индия (Бихар; Чхаттисгарх; Карнатака; Керала; Махараштра; Одиша; Пудучерри, Тамилнад; Западная Бенгалия; Раджарампор; Нилгирис).

## Описание
Длина тела 6,4—10,6 мм. Ярко-окрашенные металлически блестящие осы. Тело металлически-зелёное до синего; тергит Т2 с зеленоватым до золотистого или золотисто-красным пятном латерально; чёрные пятна стернита S2 слитые медиально или разделенные узкой металлической линией; ряд ямок на T3 с более мелкими и хорошо выраженными ямками.
Задний край третьего тергита брюшка с 5 небольшими широкими зубцами. Гнездовые паразиты одиночных сфекоидных ос (Crabronidae). Сходен с видом Trichrysis imperiosa и подобно ему этот вид был включен в род Praestochrysis Кимси и Бохартом (1991) и некоторыми другими авторами (Курзенко и Лелей 2007; Ha et al. 2008). Но виды рода Praestochrysis являются паразитами бабочек семейства Limacodidae. Оба эти вида ос включены в состав видовой группы T. lusca, у которых на третьем тергите 5 зубцов, а не три как у других представителей рода Trichrysis.